# Coupe du monde d'escrime 2021-2022
Navigation
Édition précédente Édition suivante
La coupe du monde d'escrime 2021-2022 est la 51e édition de la coupe du monde d'escrime, compétition d'escrime organisée annuellement par la Fédération internationale d'escrime. Elle débute le 11 novembre 2021 à Orléans et s'achève en juillet 2022 au terme des championnats du monde. Le calendrier officiel comporte huit compétitions (cinq tournois de catégorie A et trois Grands Prix) par arme, en plus des championnats de zone et du monde.

## Distribution des points
Les compétitions du calendrier se divisent en cinq catégories. Toutes rapportent des points comptant pour la coupe du monde selon un coefficient préétabli : coefficient 1 pour les épreuves de coupe du monde et championnats de zone, coefficient 1,5 pour les grands prix et coefficient 2,5 pour les championnats du monde. Les tournois satellite, destinés à familiariser de jeunes tireurs avec les compétitions internationales, rapportent peu de points.

### Individuel
| Rang                                     | 1er | 2e | 3e | 5e à 8e | 9e à 16e | 17e à 32e | 33e à 64e | 65e à 96e | 97e à 128e | 129e à 256e |
| ---------------------------------------- | --- | -- | -- | ------- | -------- | --------- | --------- | --------- | ---------- | ----------- |
| Championnats du monde                    | 80  | 65 | 50 | 35      | 20       | 10        | 5         | 2,5       | 1,25       | 0,625       |
| Grand Prix                               | 48  | 39 | 30 | 21      | 12       | 6         | 3         | 1,5       | 0,75       | 0,375       |
| Championnats continentaux Coupe du monde | 32  | 26 | 20 | 14      | 8        | 4         | 2         | 1         | 0,5        | 0,25        |
| Satellite                                | 4   | 3  | 2  | 1       | 0        | 0         | 0         | 0         | 0          | 0           |

### Par équipes
Le partage des points est le même pour toutes les compétitions par équipes, sauf pour les championnats du monde qui rapportent le double.
| Rang                                     | 1er | 2e  | 3e | 4e | 5e | 6e | 7e | 8e | 9e | 10e | 11e | 12e | 13e | 14e | 15e | 16e | 17e à 33e |
| ---------------------------------------- | --- | --- | -- | -- | -- | -- | -- | -- | -- | --- | --- | --- | --- | --- | --- | --- | --------- |
| Championnats du monde                    | 128 | 104 | 80 | 72 | 64 | 60 | 56 | 52 | 50 | 48  | 46  | 44  | 42  | 40  | 38  | 36  | 16        |
| Championnats continentaux Coupe du monde | 64  | 52  | 40 | 36 | 32 | 30 | 28 | 26 | 25 | 24  | 23  | 22  | 21  | 20  | 19  | 18  | 8         |

## Faits notoires

### Changements dans le calendrier
Cette saison, qui ouvre sur un nouveau cycle olympique de seulement trois ans, est encore marquée par les conséquences de la pandémie de Covid-19. Certaines étapes de Coupe du monde sont déplacées, parfois avec quelques semaines d'avance, comme c'est le cas de l'étape de fleuret féminin d'Alger. Pour la deuxième année consécutive, le Lion de Bonn est purement et simplement annulé. La Coupe du Prince Takamado, à Tokyo, est annulée également. L'étape d'épée dames de La Havane et celle d'épée masculine de Vancouver sont annulées. A son tour, le Grand Prix de fleuret de Turin passe à la trappe moins d'un mois avant sa tenue programmée.
Ces événements annulés sont remplacés en cours de saison. La Havane et Vancouver sont remplacés par Sotchi, Alger et Bonn sont remplacés par Belgrade.

### Des retours gagnants à l'épée
La saison d'épée s'ouvre le 19 novembre à Berne pour les messieurs et Tallinn pour les dames, épreuves marquées par les absences de plusieurs têtes de série, dont la championne olympique Sun Yiwen et sa dauphine, nouvellement retraitée, Ana Maria Popescu à Tallinn et le champion olympique 2016 Park Sang-young à Berne. Ces deux compétitions voient s'illustrer un duo dont le dernier titre en Coupe du monde remonte à la saison 2012-2013, soit huit saisons entières sans titre. Le champion olympique de 2012 Rubén Limardo remporte son quatrième titre et la Française Joséphine Jacques-André-Coquin son second, couronnant un tir groupé de cinq tireuses françaises dans les huit premières de la compétition. 

### Exploits en cascade à Plovdiv
La compétition par équipes de Plovdiv, au sabre dames, produit certains des plus surprenants résultats du début de saison. A domicile, les Bulgares (22e équipe au classement mondial) réalisent deux exploits, en éliminant d'une touche (45-44) l'équipe de Russie, no 1 mondiale mais privée de Sofia Velikaïa, Sofia Lokhanova ou encore Yana Egorian, puis confirment en éliminant l'Allemagne en quart de finale (45-39). En demi-finale, la Bulgarie retrouve une autre surprenante équipe venue d'Azerbaïdjan, menée par une Anna Bashta victorieuse de l'épreuve individuelle la veille. Les Azéries, 14e équipe mondiale, ont dominé successivement les États-Unis (6es, 45-39) puis la Hongrie (5e, sur le même score) avant d'écarter la Bulgarie en demi-finale.
Dans l'autre moitié de tableau, les rencontres aboutissent à une demi-finale beaucoup plus prévisible entre la France (no 2) et l'Italie (no 3). A une touche près, l'affiche aurait pu être différente cependant, la Turquie (15e équipe au classement) manquant d'une touche une victoire surprise contre la formation italienne en quarts de finale, après avoir déjà produit un petit exploit en battant l'équipe du Japon (7e) en huitième de finale. En finale, l'équipe d'Azerbaïdjan , qui affronte l'équipe de France, semble prête à déjouer les pronostics à nouveau en comptant jusqu'à dix touches d'avance au cinquième relais (25-15). Il aura fallu à l'équipe de France un cinglant 15-1 infligé par Manon Brunet à Valeriya Bolshakova pour inverser la tendance et faire respecter la logique du classement. Les Bulgares s'inclinent en petite finale et se classent quatrièmes.

### Sotchi, le boycott
Disputée trois jours après l'agression russe de l'Ukraine, l'étape d'épée dames de Sotchi se déroule dans la plus glaciale des ambiances et se termine en débandade absolue. En plus de l'Ukraine, pour des raisons évidentes, les États-Unis, la Pologne et l'Espagne n'envoient pas d'équipe. Parmi les grandes dames du classement, certaines, comme Katrina Lehis, Marie-Florence Candassamy ou Mara Navarria prennent la décision individuelle de ne pas participer. Si la journée de qualification se déroule normalement, le tableau final est miné par les défections. Les sept escrimeuses suisses, les trois escrimeuses estoniennes et l'unique escrimeuse autrichienne en lice ne se présentent pas pour leur première rencontre, trois des quatre escrimeuses allemandes ne disputent pas leur match. 
Toutes les escrimeuses françaises et italiennes, soit vingt tireuses au total, sont présentes au départ, mais sabotent le tableau en déclarant forfait en bloc. Le retour des escrimeuses françaises prévu le lundi après l'épreuve par équipes est avancé au dimanche, en pleine compétition. Le retour des Italiennes intervient le soir même. Les rencontres entre compatriotes de ces deux pays se concluent par une double défaite, aucune tireuse ne se présentant sur la piste, et laissent des trous dans le tableau. La compétition s'arrête au stade des demi-finales et la compétition par équipes est finalement annulée. 
En dehors des équipes de Russie, seules les équipes de Hong Kong, de Corée du Sud et les quelques escrimeuses du Japon et de la Roumanie ont participé à la compétition jusqu'au bout.
Lors de l'épreuve de fleuret messieurs du Caire, le même weekend, le Belge Stef de Greef qui arborait un brassard aux couleurs du drapeau ukrainien, fait l'objet d'une plainte de l'entraîneur national de la Russie, Ilgar Mamedov et se voit intimer l'ordre de le retirer par les obéissants directeurs techniques français et italiens de l'épreuve.

### Les escrimeurs russes et biélorusses mis au ban, Alicher Ousmanov en difficulté
Les répercussions de l'invasion de l'Ukraine par la Russie en 2022 atteignent la Coupe du monde d'escrime, malgré l'emprise symbolique et financière du président de la FIE Alicher Ousmanov, oligarque russe milliardaire et proche soutien de Vladimir Poutine récemment élu « par acclamation » pour un quatrième mandat à la tête de l'instance dirigeante du sport. En deux brèves notes publiées début mars 2022 sur le site internet de la FIE, le président annonce, le 1er du mois, qu'en raison des sanctions qui le pénalisent, il est contraint de suspendre ses fonctions de président de la Fédération jusqu'à ce que « Justice [lui] soit rendue ». Le lendemain, le comité exécutif annonce suivre la recommandation du Comité international olympique de suspendre les athlètes de Russie et de Biélorussie en décidant de ne plus « inviter » les escrimeurs des deux pays concernés ainsi que leurs officiels aux compétitions internationales.

### Changements de numéros 1 mondiaux
Épée messieurs : 
|             | 2021    | • Berne | • GP Doha | • Sotchi | • GP Budapest | • Paris | • GP Le Caire | • Heidenheim | • Tbilissi | • Ch. de Zone | • Ch. du Monde |
| Individuel  | Reizlin | Yamada  | Siklósi   | Reizlin  | Cannone       | Cannone | Siklósi       | Cannone      | Cannone    | Cannone       | Cannone        |
| Par équipes | Japon   | Russie  | Russie    | Russie   | Russie        | Russie  | Russie        | Russie       | Japon      | Japon         | France         |

Épée dames : 
|             | 2021    | • Tallinn | • GP Doha | • Barcelone | • Sotchi | • GP Budapest | • GP Le Caire | • Fujairah | • Katowice | • Ch. de Zone | • Ch. du Monde |
| Individuel  | Popescu | Sun       | Sun       | Sun         | Sun      | Lehis         | Choi          | Choi       | Choi       | Choi          | Choi           |
| Par équipes | Pologne | Corée     | Corée     | Corée       | Corée    | Corée         | Corée         | Corée      | Corée      | Corée         | Corée          |

Fleuret messieurs : 
|             | 2021       | • Tokyo    | • Paris    | • GP Turin | • Le Caire | • GP États-Unis | • Belgrade | • Plovdiv | • GP Incheon | • Ch. de Zone | • Ch. du Monde |
| Individuel  | Foconi     | Foconi     | Foconi     | Foconi     | Foconi     | Foconi          | Cheung     | Cheung    | Cheung       | Cheung        | Marini         |
| Par équipes | États-Unis | États-Unis | États-Unis | États-Unis | États-Unis | États-Unis      | France     | France    | France       | Italie        | Italie         |

Fleuret dames : 
|             | 2021        | • St-Maur   | • Poznań    | • GP Turin  | • Guadalajara | • GP États-Unis | • Belgrade  | • Taub'heim | • GP Incheon | • Ch. de Zone | • Ch. du Monde |
| Individuel  | Deriglazova | Deriglazova | Deriglazova | Deriglazova | Deriglazova   | Deriglazova     | Deriglazova | Kiefer      | Kiefer       | Kiefer        | Kiefer         |
| Par équipes | Russie      | Russie      | Russie      | Russie      | Russie        | Russie          | Russie      | Italie      | Italie       | Italie        | Italie         |

Sabre messieurs : 
|             | 2021         | • GP Orléans | • Tbilissi   | • Varsovie   | • Padoue     | • Budapest   | • GP Séoul   | • Madrid     | • GP Padoue  | • Ch. de Zone | • Ch. du Monde |
| Individuel  | Szilágyi     | Szilágyi     | Szilágyi     | Szilágyi     | Szilágyi     | Oh           | Oh           | Oh           | Szilágyi     | Kim           | Szilágyi       |
| Par équipes | Corée du Sud | Corée du Sud | Corée du Sud | Corée du Sud | Corée du Sud | Corée du Sud | Corée du Sud | Corée du Sud | Corée du Sud | Corée du Sud  | Corée du Sud   |

Sabre dames : 
|             | 2021    | • GP Orléans | • Tbilissi | • Plovdiv | • Athènes | • Istanbul | • GP Séoul | • Hammamet   | • GP Padoue  | • Ch. de Zone | • Ch. du Monde |
| Individuel  | Kharlan | Velikaïa     | Velikaïa   | Velikaïa  | Velikaïa  | Brunet     | Brunet     | Brunet       | Brunet       | Bashta        | Bashta         |
| Par équipes | Russie  | Russie       | Russie     | Russie    | France    | France     | France     | Corée du Sud | Corée du Sud | France        | France         |

### Premières victoires en carrière
- Déspina Georgiádou (Grèce, sabre), 30 ans, vainqueur du Grand Prix d'Orléans, battant Anne-Elizabeth Stone, Choi Soo-yeon, Liza Pusztai, Svetlana Sheveleva et sa compatriote Theodóra Gkountoúra en finale.
- Cheung Ka Long (Hong Kong, fleuret), 24 ans, vainqueur du Challenge international de Paris, battant Enzo Lefort, Alessio Foconi et Edoardo Luperi en finale.
- Caroline Quéroli (France, sabre), 23 ans, vainqueur du tournoi de Tbilissi, battant Misaki Emura, Manon Brunet, Rossella Gregorio et Theodóra Gkountoúra en finale.
- Sandro Bazadze (Géorgie, sabre), 28 ans, vainqueur du tournoi de Tbilissi, battant Csanád Gémesi, Kim Jun-ho, Boladé Apithy et Kamil Ibragimov en finale.
- Anna Bashta (Azerbaïdjan, sabre), 25 ans, vainqueur du Glaive d'Asparoukh de Plovdiv, battant Anne-Elizabeth Stone, Misaki Emura, Rossella Gregorio et Manon Brunet en finale.
- Valerio Cuomo (Italie, épée), 23 ans, vainqueur du tournoi de Sotchi, battant Houssam El Kord, Max Heinzer, Ihor Reizlin et Romain Cannone en finale.
- Song Se-ra (Corée du Sud, épée), 28 ans, vainqueur du tournoi de Barcelone, battant Aizanat Murtazaeva et Marie-Florence Candassamy en finale.
- Anton Borodachev (Russie, fleuret), 21 ans, vainqueur du tournoi du Caire, battant Enzo Lefort et son compatriote Vladislav Mylnikov en finale.
- Alberta Santuccio (Italie, épée), 27 ans, vainqueur du Grand Prix de Budapest, battant Song Se-ra, Katharine Holmes, Choi In-jeong et Anna Kun en finale.
- Nelson Lopez-Pourtier (France, épée), 26 ans, vainqueur du Challenge Monal de Paris, battant Masaru Yamada et Ruslan Kurbanov en finale.
- Anne Sauer (Allemagne, fleuret), 31 ans, vainqueur du tournoi de Belgrade, battant Erica Cipressa, Lee Kiefer et sa compatriote Leonie Ebert en finale.
- Tommaso Marini (Italie, fleuret), 22 ans, vainqueur du tournoi de Belgrade, battant James-Andrew Davis, Carlos Llavador, Marcus Mepstead et son compatriote Giorgio Avola en finale.
- Misaki Emura (Japon, sabre), 23 ans, vainqueur du tournoi de Hammamet, battant Theodóra Gkountoúra, Yuliya Bakastova et Déspina Georgiádou en finale.
- Romain Cannone (France, épée), 25 ans, vainqueur de la Coupe d'Heidenheim, battant Curtis McDowald, Máté Tamás Koch et Houssam El Kord en finale.
- Volodymyr Stankevych (Ukraine, épée), 27 ans, vainqueur du tournoi de Tbilissi, battant Kazuyasu Minobe, Masaru Yamada, Koki Kanō, Inochi Itō et Máté Tamás Koch en finale.

### Retraites sportives
La no 1 mondiale à l'épée individuelle, vice-championne olympique en titre et quadruple vainqueur de la Coupe du monde, Ana Maria Popescu, annonce sa retraite au début du mois de décembre.

## Calendrier

### Dames
| Légende | Abrégé | Catégorie            |
|         | ChM    | Championnat du monde |
|         | ChZ    | Championnat de zone  |
|         | GP     | Grand Prix           |
|         | CoM    | Coupe du monde       |
|         | Sat.   | Tournoi satellite    |

#### Circuit principal
| Date                                                                  | Nom et lieu du tournoi                                       | Cat. | Arme    | Type    | Vainqueur | Finaliste | Troisièmes | T |
| --------------------------------------------------------------------- | ------------------------------------------------------------ | ---- | ------- | ------- | --- | --- | --- | --- |
| 11/11/2021                                                            | Grand Prix Nuoma, Orléans                                    | GP   | Sabre   | Indiv.  | Déspina Georgiádou | Theodóra Gkountoúra | Svetlana Sheveleva Yoon Ji-su                                                                                            | [ 11 ] |
| 19/11/2021                                                            | Glaive de Tallinn, Tallinn                                   | CoM  | Épée    | Indiv.  | Joséphine Jacques-André-Coquin                                                                                           | Marie-Florence Candassamy                                                                                                | Federica Isola Alexandra Louis-Marie                                                                                     | [ 12 ] |
| 19/11/2021                                                            | Glaive de Tallinn, Tallinn                                   | CoM  | Épée    | Par éq. | Russie- Tatyana Andryushina - Violetta Kolobova - Aizanat Murtazaeva - Anastasia Soldatova                               | Allemagne- Alexandra Ehler - Alexandra Ndolo - Nadine Stahlberg - Laura Wetzker                                          | Italie- Alice Clerici - Nicol Foieta - Federica Isola - Alberta Santuccio                                                | [ 13 ] |
| 10/12/2021                                                            | Challenge international de Saint-Maur, Saint-Maur-des-Fossés | CoM  | Fleuret | Indiv.  | Alice Volpi | Lee Kiefer | Jacqueline Dubrovich Francesca Palumbo                                                                                   | [ 14 ] |
| 10/12/2021                                                            | Challenge international de Saint-Maur, Saint-Maur-des-Fossés | CoM  | Fleuret | Par éq. | Italie- Erica Cipressa - Martina Favaretto - Camilla Mancini - Alice Volpi                                               | Japon- Sera Azuma - Komaki Kikuchi - Karin Miyawaki - Yūka Ueno                                                          | Russie- Leyla Pirieva - Kristina Samsonova - Aleksandra Sunduchkova - Svetlana Tripapina                                 | [ 15 ] |
| 14/01/2022                                                            | Coupe du monde, Poznań                                       | CoM  | Fleuret | Indiv.  | Alice Volpi | Eleanor Harvey | Chen Qingyuan Martina Favaretto                                                                                          | [ 16 ] |
| 14/01/2022                                                            | Coupe du monde, Poznań                                       | CoM  | Fleuret | Par éq. | États-Unis- Jacqueline Dubrovich - Lee Kiefer - Zander Rhodes - Maia Weintraub                                           | Japon- Sera Azuma - Komaki Kikuchi - Sumire Tsuji - Yūka Ueno                                                            | Pologne- Marika Chrzanowska - Martyna Długosz - Martyna Jelińska - Julia Walczyk                                         | [ 17 ] |
| 14/01/2022                                                            | Coupe du monde, Tbilissi                                     | CoM  | Sabre   | Indiv.  | Caroline Quéroli | Theodóra Gkountoúra | Rossella Gregorio Yana Egorian                                                                                           | [ 18 ] |
| 14/01/2022                                                            | Coupe du monde, Tbilissi                                     | CoM  | Sabre   | Par éq. | France- Sara Balzer - Manon Brunet - Sarah Noutcha - Caroline Quéroli                                                    | Corée du Sud- Choi Soo-yeon - Kim Ji-yeon - Seo Ji-yeon - Yoon Ji-su                                                     | Russie- Yana Egorian - Olga Nikitina - Evgenia Podpaskova - Svetlana Sheveleva                                           | [ 19 ] |
| 28/01/2022                                                            | Grand Prix du Qatar, Doha                                    | GP   | Épée    | Indiv.  | Katrina Lehis | Nelli Differt | Marie-Florence Candassamy Erika Kirpu                                                                                    | [ 20 ] |
| 28/01/2022                                                            | Glaive d'Asparoukh, Plovdiv                                  | CoM  | Sabre   | Indiv.  | Anna Bashta | Manon Brunet | Rossella Gregorio Malina Vongsavady                                                                                      | [ 21 ] |
| 28/01/2022                                                            | Glaive d'Asparoukh, Plovdiv                                  | CoM  | Sabre   | Par éq. | France- Sara Balzer - Manon Brunet - Sarah Noutcha - Caroline Quéroli                                                    | Azerbaïdjan- Anna Bashta - Valeriya Bolshakova - Sevil Bunyatova - Palina Kaspiarovitch                                  | Italie- Michela Battiston - Martina Criscio - Rossella Gregorio - Benedetta Taricco                                      | [ 22 ] |
| 11/02/2022                                                            | Ville de Barcelone, Barcelone                                | CoM  | Épée    | Indiv.  | Song Se-ra | Marie-Florence Candassamy                                                                                                | Auriane Mallo Aizanat Murtazaeva                                                                                         | [ 23 ] |
| 11/02/2022                                                            | Ville de Barcelone, Barcelone                                | CoM  | Épée    | Par éq. | France- Marie-Florence Candassamy - Joséphine Jacques-André-Coquin - Aliya Luty - Auriane Mallo                          | Russie- Tatyana Andryushina - Violetta Kolobova - Aizanat Murtazaeva - Anastasia Soldatova                               | Italie- Federica Isola - Roberta Marzani - Giulia Rizzi - Alberta Santuccio                                              | [ 24 ] |
| 25/02/2022                                                            | Coupe du monde, Sotchi                                       | CoM  | Épée    | Indiv.  | Compétitions annulées après défection de nombreuses équipes nationales, en conséquence de l'invasion russe de l'Ukraine. | Compétitions annulées après défection de nombreuses équipes nationales, en conséquence de l'invasion russe de l'Ukraine. | Compétitions annulées après défection de nombreuses équipes nationales, en conséquence de l'invasion russe de l'Ukraine. | Compétitions annulées après défection de nombreuses équipes nationales, en conséquence de l'invasion russe de l'Ukraine. |
| 25/02/2022                                                            | Coupe du monde, Sotchi                                       | CoM  | Épée    | Par éq. | Compétitions annulées après défection de nombreuses équipes nationales, en conséquence de l'invasion russe de l'Ukraine. | Compétitions annulées après défection de nombreuses équipes nationales, en conséquence de l'invasion russe de l'Ukraine. | Compétitions annulées après défection de nombreuses équipes nationales, en conséquence de l'invasion russe de l'Ukraine. | Compétitions annulées après défection de nombreuses équipes nationales, en conséquence de l'invasion russe de l'Ukraine. |
| 25/02/2022                                                            | Coupe du monde, Guadalajara                                  | CoM  | Fleuret | Indiv.  | Alice Volpi | Lee Kiefer | Eleanor Harvey Olga Rachele Calissi                                                                                      | [ 25 ] |
| 25/02/2022                                                            | Coupe du monde, Guadalajara                                  | CoM  | Fleuret | Par éq. | États-Unis- Jacqueline Dubrovich - Lee Kiefer - Lauren Scruggs - Maia Weintraub                                          | Italie- Martina Batini - Erica Cipressa - Martina Favaretto - Alice Volpi                                                | Russie- Marta Martyanova - Elena Petrova - Alexandra Sunduchkova - Svetlana Tripapina                                    | [ 26 ] |
| Début de la période d'exclusion des escrimeuses russes et biélorusses |                                                              |      |         |         | | | | |
| 04/03/2022                                                            | Grand Prix WESTEND, Budapest                                 | GP   | Épée    | Indiv.  | Alberta Santuccio | Anna Kun | Choi In-jeong Katrina Lehis                                                                                              | [ 27 ] |
| 04/03/2022                                                            | Coupe Akropolis, Athènes                                     | CoM  | Sabre   | Indiv.  | Anna Bashta | Lucía Martín-Portugués                                                                                                   | Sara Balzer Sylwia Matuszak                                                                                              | [ 28 ] |
| 04/03/2022                                                            | Coupe Akropolis, Athènes                                     | CoM  | Sabre   | Par éq. | Italie- Michela Battiston - Martina Criscio - Rossella Gregorio - Eloisa Passaro                                         | Japon- Misaki Emura - Shihomi Fukushima - Risa Takashima - Norika Tamura                                                 | États-Unis- Chloe Fox-Gitomer - Honor Johnson - Anne-Elizabeth Stone - Elizabeth Tartakovsky                             | [ 29 ] |
| 18/03/2022                                                            | Coupe Bosphorus, Istanbul                                    | CoM  | Sabre   | Indiv.  | Manon Brunet | Anne Poupinet | Małgorzata Kozaczuk Lucía Martín-Portugués                                                                               | [ 30 ] |
| 18/03/2022                                                            | Coupe Bosphorus, Istanbul                                    | CoM  | Sabre   | Par éq. | Corée du Sud- Choi Soo-yeon - Kim Ji-yeon - Seo Ji-yeon - Yoon Ji-su                                                     | Espagne- Elena Hernández - Lucía Martín-Portugués - Araceli Navarro - Celia Pérez Cuenca                                 | Hongrie- Sugár Katinka Battai - Renáta Katona - Liza Pusztai - Luca Szűcs                                                | [ 31 ] |
| 15/04/2022                                                            | Coupe du monde, Belgrade                                     | CoM  | Fleuret | Indiv.  | Anne Sauer | Leonie Ebert | Martina Batini Lee Kiefer                                                                                                | [ 32 ] |
| 15/04/2022                                                            | Coupe du monde, Belgrade                                     | CoM  | Fleuret | Par éq. | France- Anita Blaze - Solène Butruille - Pauline Ranvier - Ysaora Thibus                                                 | Allemagne- Leandra Behr - Leonie Ebert - Kim Kirschen - Anne Sauer                                                       | Italie- Erica Cipressa - Arianna Errigo - Martina Favaretto - Alice Volpi                                                | [ 33 ] |
| 29/04/2022                                                            | Grand Prix, Le Caire                                         | GP   | Épée    | Indiv.  | Choi In-jeong | Auriane Mallo | Katharine Holmes Song Se-ra                                                                                              | [ 34 ] |
| 29/04/2022                                                            | Coupe Reinhold-Würth, Tauberbischofsheim                     | CoM  | Fleuret | Indiv.  | Lee Kiefer | Anita Blaze | Erica Cipressa Karin Miyawaki                                                                                            | [ 35 ] |
| 29/04/2022                                                            | Coupe Reinhold-Würth, Tauberbischofsheim                     | CoM  | Fleuret | Par éq. | Italie- Erica Cipressa - Arianna Errigo - Martina Favaretto - Alice Volpi                                                | France- Anita Blaze - Solène Butruille - Morgane Patru - Pauline Ranvier                                                 | Japon- Sera Azuma - Komaki Kikuchi - Karin Miyawaki - Yuzuha Takeyama                                                    | [ 36 ] |
| 06/05/2022                                                            | Coupe du monde, Hammamet                                     | CoM  | Sabre   | Indiv.  | Misaki Emura | Déspina Georgiádou | Manon Brunet Kanae Kobayashi                                                                                             | [ 37 ] |
| 06/05/2022                                                            | Coupe du monde, Hammamet                                     | CoM  | Sabre   | Par éq. | Corée du Sud- Choi Soo-yeon - Kim Jeong-mi - Kim Ji-yeon - Yoon Ji-su                                                    | Japon- Misaki Emura - Shihomi Fukushima - Risa Takashima - Norika Tamura                                                 | France- Manon Brunet - Sara Balzer - Sarah Noutcha - Caroline Queroli                                                    | [ 38 ] |
| 13/05/2022                                                            | Coupe du monde, Fujairah                                     | CoM  | Épée    | Indiv.  | Compétitions annulées après la mort du Cheikh Al Nahyane.                                                                | Compétitions annulées après la mort du Cheikh Al Nahyane.                                                                | Compétitions annulées après la mort du Cheikh Al Nahyane.                                                                | Compétitions annulées après la mort du Cheikh Al Nahyane.                                                                |
| 13/05/2022                                                            | Coupe du monde, Fujairah                                     | CoM  | Épée    | Par éq. | Compétitions annulées après la mort du Cheikh Al Nahyane.                                                                | Compétitions annulées après la mort du Cheikh Al Nahyane.                                                                | Compétitions annulées après la mort du Cheikh Al Nahyane.                                                                | Compétitions annulées après la mort du Cheikh Al Nahyane.                                                                |
| 14/05/2022                                                            | Grand Prix, Incheon                                          | GP   | Fleuret | Indiv.  | Lee Kiefer | Eleanor Harvey | Anne Sauer Alice Volpi                                                                                                   | [ 39 ] |
| 20/05/2022                                                            | Trophée Luxardo, Padoue                                      | GP   | Sabre   | Indiv.  | Anna Bashta | Risa Takashima | Misaki Emura Caroline Quéroli                                                                                            | [ 40 ] |
| 27/05/2022                                                            | Coupe du monde, Katowice                                     | CoM  | Épée    | Indiv.  | Choi In-jeong | Alberta Santuccio | Marie-Florence Candassamy Anna Kun                                                                                       | [ 41 ] |
| 27/05/2022                                                            | Coupe du monde, Katowice                                     | CoM  | Épée    | Par éq. | Corée du Sud- Choi In-jeong - Kang Young-mi - Lee Hye-in - Song Se-ra                                                    | Chine- Li Shanshan - Lin Sheng - Xu Nuo - Yu Sihan                                                                       | États-Unis- Margherita Guzzi - Katharine Holmes - Hadley Husisian - Anna Van Brummen                                     | [ 42 ] |
| 03/06/2022                                                            | Championnats panaméricains, Asunción                         | ChZ  | Épée    | Indiv.  | Isabel Di Tella | Katharine Holmes | Sheila Tejeda Montserrat Viveros                                                                                         | [ 43 ] |
| 03/06/2022                                                            | Championnats panaméricains, Asunción                         | ChZ  | Épée    | Par éq. | États-Unis- Margherita Guzzi - Katharine Holmes - Hadley Husisian - Anna van Brummen                                     | Venezuela- Lizzie Asis - Clarismar Farias - Eliana Lugo - María Martínez                                                 | Canada- Ariane Léonard - Leonora Mackinnon - Alexanne Verret - Xiao Ruien                                                | [ 44 ] |
| 03/06/2022                                                            | Championnats panaméricains, Asunción                         | ChZ  | Fleuret | Indiv.  | Eleanor Harvey | Lee Kiefer | Jacqueline Dubrovich Jessica Guo                                                                                         | [ 45 ] |
| 03/06/2022                                                            | Championnats panaméricains, Asunción                         | ChZ  | Fleuret | Par éq. | Canada- Sabrina Fang - Jessica Guo - Eleanor Harvey - Kelleigh Ryan                                                      | États-Unis- Jacqueline Dubrovich - Lee Kiefer - Zander Rhodes - Maia Weintraub                                           | Chili- Arantza Inostroza - Lisa Montecinos - Katina Proestakis - Rafaela Santaibañez                                     | [ 46 ] |
| 03/06/2022                                                            | Championnats panaméricains, Asunción                         | ChZ  | Sabre   | Indiv.  | Anne-Elizabeth Stone | Gabriella Page | Shia Rodríguez Madison Thurgood                                                                                          | [ 47 ] |
| 03/06/2022                                                            | Championnats panaméricains, Asunción                         | ChZ  | Sabre   | Par éq. | États-Unis- Honor Johnson - Tatiana Nazlymov - Anne-Elizabeth Stone - Elizabeth Tartakovsky                              | Canada- Tamar Gordon - Gabriella Page - Marissa Ponich - Madison Thurgood                                                | Brésil- Pietra Chierighini - Luiza Lee - Luana Pekelman - Karina Trois                                                   | [ 48 ] |
| 10/06/2022                                                            | Championnats d'Asie, Séoul                                   | ChZ  | Épée    | Indiv.  | Kong Man Wai | Choi In-jeong | Chan Wai Ling Nozomi Satō                                                                                                | [ 49 ] |
| 10/06/2022                                                            | Championnats d'Asie, Séoul                                   | ChZ  | Épée    | Par éq. | Corée du Sud- Choi In-jeong - Kang Young-mi - Lee Hye-in - Song Se-ra                                                    | Hong Kong- Chan Wai Ling - Chu Ka Mong - Kong Man Wai - Lin Yik Hei                                                      | Japon- Haruna Baba - Yume Kuroki - Honami Suzuki - Miho Yoshimura                                                        | |
| 10/06/2022                                                            | Championnats d'Asie, Séoul                                   | ChZ  | Fleuret | Indiv.  | Shi Yue | Chen Qingyuan | Sera Azuma Yūka Ueno | [ 50 ] |
| 10/06/2022                                                            | Championnats d'Asie, Séoul                                   | ChZ  | Fleuret | Par éq. | Japon- Sera Azuma - Komaki Kikuchi - Karin Miyawaki - Yuzhua Takeyama                                                    | Chine- Cai Yuanting - Chen Qingyuan - Shi Yue - Wu Peilin                                                                | Corée du Sud- Chae Song-oh - Hong Hyo-jin - Hong Seo-in - Kim Ki-yeun                                                    | |
| 10/06/2022                                                            | Championnats d'Asie, Séoul                                   | ChZ  | Sabre   | Indiv.  | Choi Soo-yeon | Misaki Emura | Fu Ying Yang Hengyu | [ 51 ] |
| 10/06/2022                                                            | Championnats d'Asie, Séoul                                   | ChZ  | Sabre   | Par éq. | Corée du Sud- Choi Soo-yeon - Kim Jeong-mi - Kim Ji-yeon - Yoon Ji-su                                                    | Japon- Misaki Emura - Shihomi Fukushima - Kanae Kobayashi - Seri Ozaki                                                   | Chine- Fu Ying - Guo Yiqi - Yang Hengyu - Zhuang Chenyi                                                                  | |
| 15/06/2022                                                            | Championnats d'Afrique, Casablanca                           | ChZ  | Épée    | Indiv.  | Nardin Ehab | Shirwit Gaber | Aya Hussein Ndeye Binta Diongue                                                                                          | |
| 15/06/2022                                                            | Championnats d'Afrique, Casablanca                           | ChZ  | Épée    | Par éq. | Égypte- Nardin Ehab - Shirwit Gaber - Menalla Hani - Aya Hussein                                                         | Maroc- Saadia Bastos - Myriam Bouayadi - Chloé Bousfiha - Camélia El Kord                                                | Algérie- Abik Boungab - Maroua Gueham - Leïa Racha Malek - Yousra Zeboudj                                                | |
| 15/06/2022                                                            | Championnats d'Afrique, Casablanca                           | ChZ  | Fleuret | Indiv.  | Nora Mohamed | Youssra Zakarani | Yara El-Sharkawy Noha Hany                                                                                               | |
| 15/06/2022                                                            | Championnats d'Afrique, Casablanca                           | ChZ  | Fleuret | Par éq. | Égypte- Yara El-Sharkawy - Mariam El-Zoheiry - Noha Hany - Nora Mohamed                                                  | Algérie- Selma Benchekor - Chaïma Guemmar - Meriem Mebarki - Sonia Zeboudj                                               | Maroc- Ilham Belfkih - Manal Karmaoui - Manal Saraa - Youssra Zakarani                                                   | |
| 15/06/2022                                                            | Championnats d'Afrique, Casablanca                           | ChZ  | Sabre   | Indiv.  | Zohra Nora Kehli | Nada Hafez | Saoussen Boudiaf Mariam Deghiedy                                                                                         | |
| 15/06/2022                                                            | Championnats d'Afrique, Casablanca                           | ChZ  | Sabre   | Par éq. | Algérie- Saoussen Boudiaf - Abik Boungab - Zohra Nora Kehli - Kaouther Mohamed Belkebir                                  | Tunisie- Yasmine Daghfous - Rania Ferjani - Olfa Hezami - Nour El Houda Mami                                             | Égypte- Mariam Deghiedy - Nada Hafez - Zeina Saleh - Sara Shouman                                                        | |
| 17/06/2022                                                            | Championnats d'Europe, Antalya                               | ChZ  | Épée    | Indiv.  | Vlada Kharkova | Rossella Fiamingo | Mara Navarria Martyna Swatowska-Wenglarczyk                                                                              | |
| 17/06/2022                                                            | Championnats d'Europe, Antalya                               | ChZ  | Épée    | Par éq. | France- Marie-Florence Candassamy - Auriane Mallo - Lauren Rembi - Coraline Vitalis                                      | Italie- Rossella Fiamingo - Federica Isola - Mara Navarria - Alberta Santuccio                                           | Ukraine- Inna Brovko - Vlada Kharkova - Yana Shemyakina - Yuliya Svystil                                                 | |
| 17/06/2022                                                            | Championnats d'Europe, Antalya                               | ChZ  | Fleuret | Indiv.  | Leonie Ebert | Arianna Errigo | Ysaora Thibus Alice Volpi                                                                                                | |
| 17/06/2022                                                            | Championnats d'Europe, Antalya                               | ChZ  | Fleuret | Par éq. | Italie- Arianna Errigo - Martina Favaretto - Francesca Palumbo - Alice Volpi                                             | France- Anita Blaze - Solène Butruille - Pauline Ranvier - Ysaora Thibus                                                 | Allemagne- Leandra Behr - Leonie Ebert - Kim Kirschen - Anne Sauer                                                       | |
| 17/06/2022                                                            | Championnats d'Europe, Antalya                               | ChZ  | Sabre   | Indiv.  | Anna Bashta | Rossella Gregorio | Sara Balzer Zuzanna Cieślar                                                                                              | |
| 17/06/2022                                                            | Championnats d'Europe, Antalya                               | ChZ  | Sabre   | Par éq. | France- Sara Balzer - Sarah Noutcha - Caroline Quéroli - Malina Vongsavady                                               | Italie- Michela Battiston - Martina Criscio - Rossella Gregorio - Eloisa Passaro                                         | Ukraine- Yuliya Bakastova - Olha Kharlan - Olena Kravatska - Olena Voronina                                              | |
| 15/07/2022                                                            | Championnats du monde, Le Caire                              | ChM  | Épée    | Indiv.  | Song Se-ra | Alexandra Ndolo | Rossella Fiamingo Kong Man Wai                                                                                           | |
| 15/07/2022                                                            | Championnats du monde, Le Caire                              | ChM  | Épée    | Par éq. | Corée du Sud- Choi In-jeong - Kang Young-mi - Lee Hye-in - Song Se-ra                                                    | Italie- Rossella Fiamingo - Federica Isola - Mara Navarria - Alberta Santuccio                                           | Pologne- Renata Knapik-Miazga - Magdalena Pawłowska - Kamila Pytka - Martyna Swatowska                                   | |
| 15/07/2022                                                            | Championnats du monde, Le Caire                              | ChM  | Fleuret | Indiv.  | Ysaora Thibus | Arianna Errigo | Maria Boldor Lee Kiefer                                                                                                  | |
| 15/07/2022                                                            | Championnats du monde, Le Caire                              | ChM  | Fleuret | Par éq. | Italie- Arianna Errigo - Martina Favaretto - Francesca Palumbo - Alice Volpi                                             | États-Unis- Jacqueline Dubrovich - Lee Kiefer - Zander Rhodes - Maia Weintraub                                           | France- Anita Blaze - Solène Butruille - Pauline Ranvier - Ysaora Thibus                                                 | |
| 15/07/2022                                                            | Championnats du monde, Le Caire                              | ChM  | Sabre   | Indiv.  | Misaki Emura | Anna Bashta | Déspina Georgiádou Araceli Navarro                                                                                       | |
| 15/07/2022                                                            | Championnats du monde, Le Caire                              | ChM  | Sabre   | Par éq. | Hongrie- Sugar Katinka Battai - Renata Katona - Liza Pusztai - Luca Szűcs                                                | France- Sara Balzer - Sarah Noutcha - Anne Poupinet - Caroline Quéroli                                                   | Japon- Misaki Emura - Shihomi Fukushima - Kanae Koboyashi - Seri Ozaki                                                   | |

### Messieurs
| Légende | Abrégé | Catégorie            |
|         | ChM    | Championnat du monde |
|         | ChZ    | Championnat de zone  |
|         | GP     | Grand Prix           |
|         | CoM    | Coupe du monde       |
|         | Sat.   | Tournoi satellite    |

#### Circuit principal
| Date                                                                 | Nom et lieu du tournoi                      | Cat. | Arme    | Type    | Vainqueur                                                                          | Finaliste                                                                                            | Troisièmes                                                                                          | T      |
| -------------------------------------------------------------------- | ------------------------------------------- | ---- | ------- | ------- | ---------------------------------------------------------------------------------- | --- | --------------------------------------------------------------------------------------------------- | ------ |
| 11/11/2021                                                           | Grand Prix Nuoma, Orléans                   | GP   | Sabre   | Indiv.  | Kim Jung-hwan                                                                      | Luca Curatoli                                                                                        | Oh Sang-uk Kento Yoshida                                                                            | [ 52 ] |
| 19/11/2021                                                           | Grand Prix de Berne, Berne                  | CoM  | Épée    | Indiv.  | Rubén Limardo                                                                      | Alexandre Bardenet                                                                                   | Romain Cannone Andrea Santarelli                                                                    | [ 53 ] |
| 19/11/2021                                                           | Grand Prix de Berne, Berne                  | CoM  | Épée    | Par éq. | Russie- Sergey Bida - Georgiy Bruev - Nikita Glazkov - Pavel Sukhov                | Espagne- Manuel Bargues - Àngel Fabregat - Eugeni Gavaldà - Yulen Pereira                            | Japon- Koki Kanō - Akira Komata - Ryū Matsumoto - Masaru Yamada                                     | [ 54 ] |
| 14/01/2022                                                           | Challenge international de Paris, Paris     | CoM  | Fleuret | Indiv.  | Cheung Ka Long                                                                     | Edoardo Luperi                                                                                       | Chase Emmer Alessio Foconi                                                                          | [ 55 ] |
| 14/01/2022                                                           | Challenge international de Paris, Paris     | CoM  | Fleuret | Par éq. | Italie- Guillaume Bianchi - Alessio Foconi - Daniele Garozzo - Tommaso Marini      | France- Enzo Lefort - Julien Mertine - Maxime Pauty - Alexandre Sido                                 | États-Unis- Nick Itkin - Alexander Massialas - Adam Mathieu - Gerek Meinhardt                       | [ 56 ] |
| 14/01/2022                                                           | Coupe du monde, Tbilissi                    | CoM  | Sabre   | Indiv.  | Sandro Bazadze                                                                     | Kamil Ibragimov                                                                                      | Kim Jung-hwan Boladé Apithy                                                                         | [ 57 ] |
| 14/01/2022                                                           | Coupe du monde, Tbilissi                    | CoM  | Sabre   | Par éq. | Corée du Sud- Gu Bon-gil - Kim Jung-hwan - Kim Jun-ho - Oh Sang-uk                 | Allemagne- Luis Bonah - Raoul Bonah - Frederic Kindler - Matyas Szabo                                | Russie- Dmitriy Danilenko - Kamil Ibragimov - Anatoliy Kostenko - Kirill Tyulyukov                  | [ 58 ] |
| 28/01/2022                                                           | Grand Prix du Qatar, Doha                   | GP   | Épée    | Indiv.  | Yannick Borel                                                                      | Aymerick Gally                                                                                       | Davide Di Veroli Federico Vismara                                                                   | [ 59 ] |
| 11/02/2022                                                           | Coupe du monde, Sotchi                      | CoM  | Épée    | Indiv.  | Valerio Cuomo                                                                      | Romain Cannone                                                                                       | Ihor Reizlin Gergely Siklósi                                                                        | [ 60 ] |
| 11/02/2022                                                           | Coupe du monde, Sotchi                      | CoM  | Épée    | Par éq. | Russie- Sergey Bida - Georgiy Bruev - Nikita Glazkov - Pavel Sukhov                | Ukraine- Nikita Koshman - Ihor Reizlin - Roman Svichkar - Yan Sych                                   | Corée du Sud- Jan Hyo-min - Kim Myeong-ki - Kweon Young-jun - Park Sang-young                       | [ 61 ] |
| 25/02/2022                                                           | Challenge des Pharaons, Le Caire            | CoM  | Fleuret | Indiv.  | Anton Borodachev                                                                   | Vladislav Mylnikov                                                                                   | Davide Filippi Takahiro Shikine                                                                     | [ 62 ] |
| 25/02/2022                                                           | Challenge des Pharaons, Le Caire            | CoM  | Fleuret | Par éq. | États-Unis- Chase Emmer - Nick Itkin - Adam Mathieu - Gerek Meinhardt              | Russie- Iskander Akhmetov - Anton Borodachev - Kirill Borodachev - Vladislav Mylnikov                | Italie- Guillaume Bianchi - Alessio Foconi - Daniele Garozzo - Tommaso Marini                       | [ 63 ] |
| Début de la période d'exclusion des escrimeurs russes et biélorusses |                                             |      |         |         |                                                                                    | | |        |
| 04/03/2022                                                           | Grand Prix WESTEND, Budapest                | GP   | Épée    | Indiv.  | Rubén Limardo                                                                      | Dávid Nagy                                                                                           | Gabriele Cimini Niko Vuorinen                                                                       | [ 64 ] |
| 18/03/2022                                                           | Coupe Gerevich-Kovács-Kárpáti, Budapest     | CoM  | Sabre   | Indiv.  | Áron Szilágyi                                                                      | Luca Curatoli                                                                                        | Kim Jung-hwan Oh Sang-uk                                                                            | [ 65 ] |
| 18/03/2022                                                           | Coupe Gerevich-Kovács-Kárpáti, Budapest     | CoM  | Sabre   | Par éq. | Hongrie- Tamás Decsi - Nikolász Iliász - András Szatmári - Áron Szilágyi           | France- Boladé Apithy - Jean-Philippe Patrice - Sébastien Patrice - Tom Seitz                        | Allemagne- Raoul Bonah - Lorenz Kempf - Frederic Kindler - Matyas Szabo                             | [ 66 ] |
| 15/04/2022                                                           | Challenge Monal, Paris                      | CoM  | Épée    | Indiv.  | Nelson Lopez-Pourtier                                                              | Ruslan Kurbanov                                                                                      | Alexandre Bardenet Máté Koch                                                                        | [ 67 ] |
| 15/04/2022                                                           | Challenge Monal, Paris                      | CoM  | Épée    | Par éq. | Hongrie- Tibor Andrásfi - Máté Koch - Dávid Nagy - Gergely Siklósi                 | France- Alexandre Bardenet - Yannick Borel - Romain Cannone - Aymerick Gally                         | Ukraine- Nikita Koshman - Ihor Reizlin - Vitaliy Svystil - Yan Sych                                 | [ 68 ] |
| 15/04/2022                                                           | Coupe du monde, Belgrade                    | CoM  | Fleuret | Indiv.  | Tommaso Marini                                                                     | Giorgio Avola                                                                                        | Daniël Giacon Kazuki Iimura                                                                         | [ 69 ] |
| 15/04/2022                                                           | Coupe du monde, Belgrade                    | CoM  | Fleuret | Par éq. | Italie- Guillaume Bianchi - Alessio Foconi - Daniele Garozzo - Tommaso Marini      | Pologne- Leszek Rajski - Andrzej Rzadkowski - Michał Siess - Adrian Wojtkowiak                       | France- Enzo Lefort - Pierre Loisel - Julien Mertine - Maxime Pauty                                 | [ 70 ] |
| 29/04/2022                                                           | Grand Prix, Le Caire                        | GP   | Épée    | Indiv.  | Yannick Borel                                                                      | Nelson Lopez-Pourtier                                                                                | Alex Fava Gergely Siklósi                                                                           | [ 71 ] |
| 29/04/2022                                                           | Coupe du monde, Plovdiv                     | CoM  | Fleuret | Indiv.  | Alessio Foconi                                                                     | Daniele Garozzo                                                                                      | Tommaso Marini Gergő Szemes                                                                         | [ 72 ] |
| 29/04/2022                                                           | Coupe du monde, Plovdiv                     | CoM  | Fleuret | Par éq. | Italie- Guillaume Bianchi - Alessio Foconi - Daniele Garozzo - Tommaso Marini      | France- Enzo Lefort - Pierre Loisel - Julien Mertine - Alexandre Sido                                | États-Unis- Nick Itkin - Sidarth Kumbla - Alexander Massialas - Gerek Meinhardt                     | [ 73 ] |
| 06/05/2022                                                           | Ville de Madrid, Madrid                     | CoM  | Sabre   | Indiv.  | Oh Sang-uk                                                                         | Luca Curatoli                                                                                        | Sandro Bazadze Kim Jung-hwan                                                                        | [ 74 ] |
| 06/05/2022                                                           | Ville de Madrid, Madrid                     | CoM  | Sabre   | Par éq. | Corée du Sud- Gu Bon-gil - Kim Jun-ho - Kim Jung-hwan - Oh Sang-uk                 | Hongrie- Tamás Decsi - Csanád Gémesi - András Szatmári - Áron Szilágyi                               | Italie- Luca Curatoli - Michele Gallo - Giovanni Repetti - Pietro Torre                             | [ 75 ] |
| 12/05/2022                                                           | Coupe d'Heidenheim, Heidenheim an der Brenz | CoM  | Épée    | Indiv.  | Romain Cannone                                                                     | Houssam El Kord                                                                                      | Gabriele Cimini Máté Koch                                                                           | [ 76 ] |
| 12/05/2022                                                           | Coupe d'Heidenheim, Heidenheim an der Brenz | CoM  | Épée    | Par éq. | Corée du Sud- Kim Myeong-ki - Kweon Young-jun - Park Sang-young - Son Tae-jin      | Allemagne- Lucas Bellmann - Marco Brinkmann - Richard Schmidt - Samuel Unterhauser                   | France- Alexandre Bardenet - Yannick Borel - Romain Cannone - Nelson Lopez-Pourtier                 | [ 77 ] |
| 13/05/2022                                                           | Grand Prix, Incheon                         | GP   | Fleuret | Indiv.  | Tommaso Marini                                                                     | Choi Chun Yin                                                                                        | Maximilien Chastanet Alessio Foconi                                                                 | [ 78 ] |
| 20/05/2022                                                           | Grand Prix, Padoue                          | GP   | Sabre   | Indiv.  | Áron Szilágyi                                                                      | Gu Bon-gil                                                                                           | Boladé Apithy Eliott Bibi                                                                           | [ 79 ] |
| 27/05/2022                                                           | Coupe du monde, Tbilissi                    | CoM  | Épée    | Indiv.  | Volodymyr Stankevych                                                               | Máté Koch                                                                                            | Inochi Itō Ihor Reizlin                                                                             | [ 80 ] |
| 27/05/2022                                                           | Coupe du monde, Tbilissi                    | CoM  | Épée    | Par éq. | Suisse- Alexis Bayard - Max Heinzer - Lucas Malcotti - Michele Niggeler            | France- Alexandre Bardenet - Yannick Borel - Romain Cannone - Nelson Lopez-Pourtier                  | Hongrie- Tibor Andrásfi - Máté Koch - Dávid Nagy - Gergely Siklósi                                  | [ 81 ] |
| 03/06/2022                                                           | Championnats panaméricains, Asunción        | ChZ  | Épée    | Indiv.  | Rubén Limardo                                                                      | Gabriel Lugo                                                                                         | Samuel Gallagher-Pelletier Francisco Limardo                                                        | [ 82 ] |
| 03/06/2022                                                           | Championnats panaméricains, Asunción        | ChZ  | Épée    | Par éq. | Venezuela- Francisco Limardo - Jesús Limardo - Rubén Limardo - Gabriel Lugo        | Colombie- Mario Caceres Castellanos - Juan Castillo Gutierrez - Harnándo Roa - Jhon Édison Rodríguez | Argentine- José Domínguez - Jesús Andrés Lugones Ruggeri - Lucio Pérez Ondarts - Alessandro Taccani | [ 83 ] |
| 03/06/2022                                                           | Championnats panaméricains, Asunción        | ChZ  | Fleuret | Indiv.  | Alexander Massialas                                                                | Maximilien van Haaster                                                                               | Nick Itkin Gerek Meinhardt                                                                          | [ 84 ] |
| 03/06/2022                                                           | Championnats panaméricains, Asunción        | ChZ  | Fleuret | Par éq. | États-Unis- Chase Emmer - Nick Itkin - Alexander Massialas - Gerek Meinhardt       | Canada- Blake Broszus - Bogdan Hamilton - Eli Shcenkel - Maximilien van Haaster                      | Brésil- Henrique Marques - Paulo Morais - Heitor Shimbo - Guilherme Toldo                           | [ 85 ] |
| 03/06/2022                                                           | Championnats panaméricains, Asunción        | ChZ  | Sabre   | Indiv.  | Daryl Homer                                                                        | Eli Dershwitz                                                                                        | Pascual María Di Tella Andrew Mackiewicz                                                            | [ 86 ] |
| 03/06/2022                                                           | Championnats panaméricains, Asunción        | ChZ  | Sabre   | Par éq. | États-Unis- Eli Dershwitz - Daryl Homer - Andrew Mackiewicz - Khalil Thompson      | Canada- Farès Arfa - François Cauchon - Nicholas Dinu - Shaul Gordon                                 | Colombie- Luis Villa Correa - Sebastian Cuellar - Mario Alberto Palacios Murillo                    | [ 87 ] |
| 10/06/2022                                                           | Championnats d'Asie, Séoul                  | ChZ  | Épée    | Indiv.  | Kōki Kanō                                                                          | Akira Komata                                                                                         | Lan Minghao Park Sang-young                                                                         | [ 88 ] |
| 10/06/2022                                                           | Championnats d'Asie, Séoul                  | ChZ  | Épée    | Par éq. | Corée du Sud- Kim Myeong-ki - Kweon Young-jun - Park Sang-young - Son Tae-jin      | Ouzbékistan- Roman Aleksandrov - Fayzulla Alimov - Nodirbek Muminov - Javokhirbek Nurmatov           | Japon- Kōki Kanō - Akira Komata - Ryū Matsumoto - Masaru Yamada                                     |        |
| 10/06/2022                                                           | Championnats d'Asie, Séoul                  | ChZ  | Fleuret | Indiv.  | Cheung Ka Long                                                                     | Mo Ziwei                                                                                             | Choi Chun Yin Wu Bin                                                                                | [ 89 ] |
| 10/06/2022                                                           | Championnats d'Asie, Séoul                  | ChZ  | Fleuret | Par éq. | Japon- Kazuki Iimura - Kyosuke Matsuyama - Takahiro Shikine - Kenta Suzumura       | Corée du Sud- Ha Tae-gyu - Heo Jun - Im Cheolwoo - Kim Dongsu                                        | Hong Kong- Cheung Ka Long - Choi Chun Yin - Ng Lok Wang - Yeung Chi Ka                              |        |
| 10/06/2022                                                           | Championnats d'Asie, Séoul                  | ChZ  | Sabre   | Indiv.  | Gu Bon-gil                                                                         | Kim Jung-hwan                                                                                        | Oh Sang-uk Artyom Sarkissyan                                                                        | [ 90 ] |
| 10/06/2022                                                           | Championnats d'Asie, Séoul                  | ChZ  | Sabre   | Par éq. | Corée du Sud- Gu Bon-gil - Kim Jung-hwan - Kim Jun-ho - Oh Sang-uk                 | Japon- Kento Hoshino - Mao Kokubo - Kaito Streets - Kento Yoshida                                    | Iran- Mohammad Fotouhi - Ali Pakdaman - Mohammad Rahbari - Nima Zahedi                              |        |
| 15/06/2022                                                           | Championnats d'Afrique, Casablanca          | ChZ  | Épée    | Indiv.  | Mohamed El-Sayed                                                                   | Ahmad El Sokkary                                                                                     | Bedi Paul Alex Beugre Harry Saner                                                                   |        |
| 15/06/2022                                                           | Championnats d'Afrique, Casablanca          | ChZ  | Épée    | Par éq. | Égypte- Ahmed El-Sayed - Mohamed El-Sayed - Ahmad El-Sokkary - Mohamed Yassine     | Maroc- Abdelkarim El Haouari - Houssam El Kord - Omar Nahi - Zacharie Roger                          | Afrique du Sud- Sergey Losevskiy - Sello Given Maduma - Harry Saner - Pavel Tychler                 |        |
| 15/06/2022                                                           | Championnats d'Afrique, Casablanca          | ChZ  | Fleuret | Indiv.  | Alaaeldin Abouelkassem                                                             | Mohamed Hamza                                                                                        | Mohamed Hassan Youcef Madi                                                                          |        |
| 15/06/2022                                                           | Championnats d'Afrique, Casablanca          | ChZ  | Fleuret | Par éq. | Égypte- Alaaeldin Abouelkassem - Ahmad El-Sokkary - Mohamed Hamza - Mohamed Hassan | Algérie- Akram Bounabi - Dani-Adam Fellah - Salim Heroui - Youcef Madi                               | Tunisie- Mohamed Aziz Cherni - Ali Ghrairi - Mohamed Aziz Metoui - Mohamed Fadi Nefzi               |        |
| 15/06/2022                                                           | Championnats d'Afrique, Casablanca          | ChZ  | Sabre   | Indiv.  | Farès Ferjani                                                                      | Medhat Moataz                                                                                        | Mohamed Amer Ahmed Ferjani                                                                          |        |
| 15/06/2022                                                           | Championnats d'Afrique, Casablanca          | ChZ  | Sabre   | Par éq. | Tunisie- Mohamed Aziz Cherni - Ahmed Ferjani - Farès Ferjani - Amenallah Hmissi    | Égypte- Mohamed Amer - Ziad El-Sissy - Adham Moataz - Medhat Moataz                                  | Algérie- Menaouer Benreguia - Akram Bounabi - Zacharia Bounchada - Adel Abdelhacid Izem             |        |
| 17/06/2022                                                           | Championnats d'Europe, Antalya              | ChZ  | Épée    | Indiv.  | Yannick Borel                                                                      | Tristan Tulen                                                                                        | Alexis Bayard Max Heinzer                                                                           |        |
| 17/06/2022                                                           | Championnats d'Europe, Antalya              | ChZ  | Épée    | Par éq. | Italie- Gabriele Cimini - Davide Di Veroli - Andrea Santarelli - Federico Vismara  | Israël- Grigori Beskin - Yonatan Cohen - Yuval Shalom Freilich - Ido Harper                          | France- Alexandre Bardenet - Yannick Borel - Romain Cannone - Alex Fava                             |        |
| 17/06/2022                                                           | Championnats d'Europe, Antalya              | ChZ  | Fleuret | Indiv.  | Daniele Garozzo                                                                    | Tommaso Marini                                                                                       | Giorgio Avola Maximilien Chastanet                                                                  |        |
| 17/06/2022                                                           | Championnats d'Europe, Antalya              | ChZ  | Fleuret | Par éq. | Italie- Guillaume Bianchi - Alessio Foconi - Daniele Garozzo - Tommaso Marini      | France- Maximilien Chastanet - Alexandre Ediri - Alexandre Sido - Pierre Loisel                      | Pologne- Leszek Rajski - Andrzej Rządkowski - Michał Siess - Adrian Wojtkowiak                      |        |
| 17/06/2022                                                           | Championnats d'Europe, Antalya              | ChZ  | Sabre   | Indiv.  | Sandro Bazadze                                                                     | Luca Curatoli                                                                                        | Boladé Apithy Eliott Bibi                                                                           |        |
| 17/06/2022                                                           | Championnats d'Europe, Antalya              | ChZ  | Sabre   | Par éq. | Hongrie- Tamás Decsi - Csanád Gémesi - András Szatmári - Áron Szilágyi             | Ukraine- Vasyl Humen - Bogdan Platonov - Yuriy Tsap - Andriy Yahodka                                 | Turquie- Muhammed Anasız - Tolga Aslan - Kerem Çağlayan - Enver Yıldırım                            |        |
| 15/07/2022                                                           | Championnats du monde, Le Caire             | ChM  | Épée    | Indiv.  | Romain Cannone                                                                     | Kazuyasu Minobe                                                                                      | Neisser Loyola Ihor Reizlin                                                                         |        |
| 15/07/2022                                                           | Championnats du monde, Le Caire             | ChM  | Épée    | Par éq. | France- Alexandre Bardenet - Yannick Borel - Romain Cannone - Alex Fava            | Italie- Gabriele Cimini - Davide Di Veroli - Andrea Santarelli - Federico Vismara                    | Japon- Kōki Kanō - Ryū Matsumoto - Kazuyasu Minobe - Masaru Yamada                                  |        |
| 15/07/2022                                                           | Championnats du monde, Le Caire             | ChM  | Fleuret | Indiv.  | Enzo Lefort                                                                        | Tommaso Marini                                                                                       | Cheung Ka Long Nick Itkin                                                                           |        |
| 15/07/2022                                                           | Championnats du monde, Le Caire             | ChM  | Fleuret | Par éq. | Italie- Guillaume Bianchi - Alessio Foconi - Daniele Garozzo - Tommaso Marini      | États-Unis- Chase Emmer - Nick Itkin - Alexander Massialas - Gerek Meinhardt                         | France- Maximilien Chastanet - Enzo Lefort - Pierre Loisel - Alexandre Sido                         |        |
| 15/07/2022                                                           | Championnats du monde, Le Caire             | ChM  | Sabre   | Indiv.  | Áron Szilágyi                                                                      | Maxime Pianfetti                                                                                     | Sandro Bazadze Iulian Teodosiu                                                                      |        |
| 15/07/2022                                                           | Championnats du monde, Le Caire             | ChM  | Sabre   | Par éq. | Corée du Sud- Gu Bon-gil - Kim Jung-hwan - Kim Jun-ho - Oh Sang-uk                 | Hongrie- Tamás Decsi - Csanád Gémesi - András Szatmári - Áron Szilágyi                               | Italie- Luca Curatoli - Michele Gallo - Luigi Samele - Pietro Torre                                 |        |

## Classements généraux

### Épée
| Rang | Nom                       | Points |
| ---- | ------------------------- | ------ |
| 1    | Choi In-jeong             | 196    |
| 2    | Song Se-ra                | 190    |
| 3    | Anna Kun                  | 139    |
| 4    | Marie-Florence Candassamy | 136    |
| 5    | Rossella Fiamingo         | 132    |
| 6    | Vivian Kong               | 122    |
| 7    | Nelli Differt             | 122    |
| 8    | Alberta Santuccio         | 116    |
| 9    | Alexandra Ndolo           | 104    |
| 10   | Katrina Lehis             | 96     |

| Rang | Nom          | Points |
| ---- | ------------ | ------ |
| 1    | Corée du Sud | 374    |
| 2    | Italie       | 296    |
| 3    | France       | 286    |
| 4    | Pologne      | 260    |
| 5    | États-Unis   | 245    |

| Rang | Nom                | Points |
| ---- | ------------------ | ------ |
| 1    | Romain Cannone     | 195    |
| 2    | Yannick Borel      | 168    |
| 3    | Rubén Limardo      | 144    |
| 4    | Ihor Reizlin       | 123    |
| 5    | Kōki Kanō          | 119    |
| 6    | Mate Tamas Koch    | 115    |
| 7    | Alexandre Bardenet | 115    |
| 8    | Ruslan Kurbanov    | 114    |
| 9    | Kazuyasu Minobe    | 112    |
| 10   | Federico Vismara   | 106    |

| Rang | Nom          | Points |
| ---- | ------------ | ------ |
| 1    | France       | 344    |
| 2    | Italie       | 283    |
| 3    | Corée du Sud | 276    |
| 4    | Hongrie      | 276    |
| 5    | Japon        | 253    |

### Fleuret
| Rang | Nom               | Points |
| ---- | ----------------- | ------ |
| 1    | Lee Kiefer        | 228    |
| 2    | Alice Volpi       | 170    |
| 3    | Eleanor Harvey    | 149    |
| 4    | Ysaora Thibus     | 145    |
| 5    | Arianna Errigo    | 135    |
| 6    | Francesca Palumbo | 116    |
| 7    | Leonie Ebert      | 101    |
| 8    | Anne Sauer        | 96     |
| 9    | Chen Qingyuan     | 96     |
| 10   | Jessica Guo       | 95     |

| Rang | Nom        | Points |
| ---- | ---------- | ------ |
| 1    | Italie     | 412    |
| 2    | États-Unis | 344    |
| 3    | Japon      | 316    |
| 4    | France     | 312    |
| 5    | Canada     | 250    |

| Rang | Nom                    | Points |
| ---- | ---------------------- | ------ |
| 1    | Tommaso Marini         | 199    |
| 2    | Cheung Ka Long         | 143    |
| 3    | Alessio Foconi         | 137    |
| 4    | Enzo Lefort            | 122    |
| 5    | Daniele Garozzo        | 116    |
| 6    | Alaaeldin Abouelkassem | 106    |
| 7    | Nick Itkin             | 98     |
| 8    | Ryan Choi              | 91     |
| 9    | Mohamed Hamza          | 80     |
| 10   | Takahiro Shikine       | 80     |

| Rang | Nom        | Points |
| ---- | ---------- | ------ |
| 1    | Italie     | 424    |
| 2    | États-Unis | 338    |
| 3    | France     | 308    |
| 4    | Japon      | 262    |
| 5    | Égypte     | 224    |

### Sabre
| Rang | Nom                    | Points |
| ---- | ---------------------- | ------ |
| 1    | Anna Bashta            | 235    |
| 2    | Misaki Emura           | 208    |
| 3    | Déspina Georgiádou     | 172    |
| 4    | Rossella Gregorio      | 123    |
| 5    | Caroline Quéroli       | 122    |
| 6    | Theodóra Gkountoúra    | 122    |
| 7    | Manon Brunet           | 113    |
| 8    | Lucia Martin-Portugues | 112    |
| 9    | Sara Balzer            | 100    |
| 10   | Araceli Navarro        | 96     |

| Rang | Nom          | Points |
| ---- | ------------ | ------ |
| 1    | France       | 364    |
| 2    | Corée du Sud | 320    |
| 3    | Hongrie      | 296    |
| 4    | Japon        | 291    |
| 5    | Italie       | 284    |

| Rang | Nom              | Points |
| ---- | ---------------- | ------ |
| 1    | Áron Szilágyi    | 178    |
| 2    | Sandro Bazadze   | 175    |
| 3    | Oh Sang-uk       | 163    |
| 4    | Luca Curatoli    | 151    |
| 5    | Kim Jung-hwan    | 150    |
| 6    | Boladé Apithy    | 114    |
| 7    | Maxime Pianfetti | 104    |
| 8    | Iulian Teodosiu  | 104    |
| 9    | Gu Bon-gil       | 102    |
| 10   | Daryl Homer      | 87     |

| Rang | Nom          | Points |
| ---- | ------------ | ------ |
| 1    | Corée du Sud | 352    |
| 2    | Hongrie      | 312    |
| 3    | Allemagne    | 230    |
| 4    | Italie       | 212    |
| 5    | France       | 210    |

## Statistiques
Tableaux des médailles masculin et féminin global des épreuves de coupe du monde et Grands Prix, hors satellites et grands championnats.
| Rang  | Nation       | Or | Argent | Bronze | Total |
| ----- | ------------ | -- | ------ | ------ | ----- |
| 1     | France       | 7  | 7      | 9      | 23    |
| 2     | Italie       | 7  | 2      | 13     | 22    |
| 3     | Corée du Sud | 6  | 1      | 3      | 10    |
| 4     | États-Unis   | 4  | 2      | 5      | 10    |
| 5     | Azerbaïdjan  | 3  | 1      | 1      | 5     |
| 6     | Japon        | 1  | 5      | 4      | 10    |
| 7     | Allemagne    | 1  | 3      | 1      | 5     |
| 8     | Grèce        | 1  | 3      | 0      | 4     |
| 9     | Russie       | 1  | 1      | 5      | 7     |
| 10    | Estonie      | 1  | 1      | 2      | 4     |
| Total | Total        | 32 | 32     | 51     | 115   |

| Rang  | Nation       | Or | Argent | Bronze | Total |
| ----- | ------------ | -- | ------ | ------ | ----- |
| 1     | Italie       | 7  | 6      | 11     | 24    |
| 2     | Corée du Sud | 5  | 1      | 6      | 12    |
| 3     | France       | 4  | 9      | 9      | 22    |
| 4     | Hongrie      | 4  | 3      | 6      | 13    |
| 5     | Russie       | 3  | 3      | 1      | 7     |
| 6     | Venezuela    | 2  | 0      | 0      | 1     |
| 7     | Ukraine      | 1  | 1      | 3      | 5     |
| 8     | Hong Kong    | 1  | 1      | 0      | 2     |
| 9     | États-Unis   | 1  | 0      | 1      | 2     |
| 9     | Géorgie      | 1  | 0      | 1      | 2     |
| Total | Total        | 30 | 30     | 48     | 108   |